# Nyklovice
Nyklovice (in tedesco Niklowitz) è un comune ceco situato nel distretto di Žďár nad Sázavou, nella regione di Vysočina.